# Лазоверт Самуїл Генрихович
Самуїл Генрихович Лазоверт (29 листопада 1885, місто Варшава, тепер Республіка Польща — розстріляний 25 вересня 1937) — радянський партійний діяч, завідувач Польського бюро ЦК КП(б)У, директор Харківського хіміко-технологічного інституту. Член Центральної Контрольної Комісії КП(б)У в листопаді 1927 — січні 1934 р.

## Біографія
Народився у єврейській родині.
Член РСДРП(б) з 1904 року. Брав активну участь в революційному русі.
Учасник громадянської війни в Росії. У 1919 році — член Революційної військової ради Західної стрілецької дивізії РСЧА.
У 1924—1925 роках — завідувач підвідділу національних меншин ЦК КП(б)У.
У 1925?—1930 роках — завідувач Польського бюро агітаційно-пропагандистського відділу ЦК КП(б)У. З 1927 року — член Українського відділення Всесоюзного товариства старих більшовиків.
У 1930—1933 роках —  директор Харківського хіміко-технологічного інституту. У 1932—1934 роках — кандидат у члени Президії Центральної Контрольної Комісії КП(б)У.
У травні 1934 — листопаді 1935 роках — директор Інституту польської пролетарської культури Академії наук УСРР.
У 1935 — березні 1937 роках — державний арбітр при Раді народних комісарів Української СРР.
12 березня 1937 року заарештований органами НКВС. 22 вересня 1937 року за звинуваченням в участі у Польській військовій організації засуджений до розстрілу. Посмертно реабілітований 21 липня 1956 року.